# Salim Ali
Sálim Moizuddin Abdul Ali (Bombay, 12 november 1896 – aldaar, 27 juli 1987) was een Indiaas ornitholoog en natuuronderzoeker. Hij werd bekend als de Vogelman van India en was een van de eerste die vogels en hun trekwegen door India bestudeerde. Hij legde de basis voor de erkenning van het belang van het Nationaal Park Keoladeo en het "Bombay Natural History Society".

## Biografie[1]

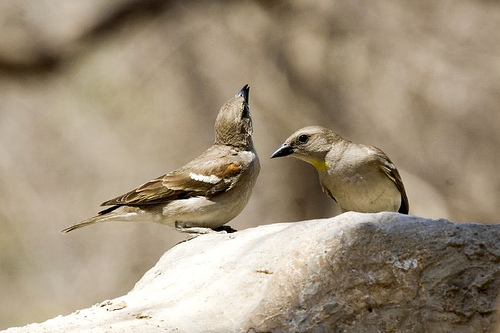
Indische rotsmus

Hij groeide op als jongste in een gezin van negen. Hij verloor beide ouders toen hij drie jaar oud was en werd opgevoed door de broer van zijn moeder en zijn vrouw. Een andere oom was de onafhankelijkheidsstrijder Abbas Tyabji.
Hij volgde onderwijs aan het Sint-Xaviercollege in Bombay (nu Mumbai).
De jonge Salim schoot een mus met zijn speelgoedpistool en kwam zo in contact met Walter Samuel Millard, de secretaris van de "Bombay Natural History Society" voor de determinatie van de vogel. Het bleek een  niet zo algemene Indische rotsmus. Salim toonde interesse en kreeg een aantal boeken mee naar huis en de aanmoediging om zich te verdiepen in de ornithologie
Hij leed aan chronische migraine aanvallen en verbleef hierdoor soms bij familie in een ander gezin. Onder andere een periode in Tavoy in Birma waar deze verwanten een Wolfraammijn hadden. Na 7 jaar keerde hij in 1917 terug naar India om de studies boekhouden en handelswetgeving voort te zetten. Hij volgde onder invloed van broeder Ethelbert Blatter colleges in het vak dierkunde.
Ali werd uitgenodigd voor het International Ornithological Congress van 1950 in Uppsala en maakte van de gelegenheid gebruik om eerst een rondrit door Europa te maken.
Het lukte hem niet om een baan als ornitholoog te krijgen omdat hij niet over een officieel universitair diploma beschikte. Uiteindelijk begon hij als gids in het natuurhistorisch gedeelte van het Prince of Wales Museum in Mumbai. Na twee jaar, in 1928, nam hij verlof om te studeren in Duitsland. Hij werkte daar onder professor Erwin Stresemann in het Zoölogisch Museum van de universiteit van Berlijn
Hij was getrouwd in 1918 met Tehmina, die in 1939 stierf tijdens een medische behandeling. Ali stierf in 1987 op 91-jarige leeftijd aan prostaatkanker.

## Ornithologie
Bij zijn terugkeer in 1930 vond hij geen werk. Hij woonde toen in Kihim, een dorp nabij Mumbai, waar hij het nestel- en paarvormingsgedrag van de  bayawever, Ploceus philippinus bestudeerde en beschreef in welke mate dat deze vogels polygaam waren. Gesponsord door heersers van enkele prinsdommen kon hij vogels bestuderen in de buurt van Kotagiri, Longwood Shola, Biligirirangan Hills, Hyderabad, Cochin, Travancore, Gwalior, Indore en Bhopal.
Tijdens deze studie tochten werkte hij samen met Hugh Whistler waar hij mee in contact kwam omdat Ali een fout in een beschrijving van Whistler had gevonden van een witbuikdrongo (Dicrurus caerulescens)..

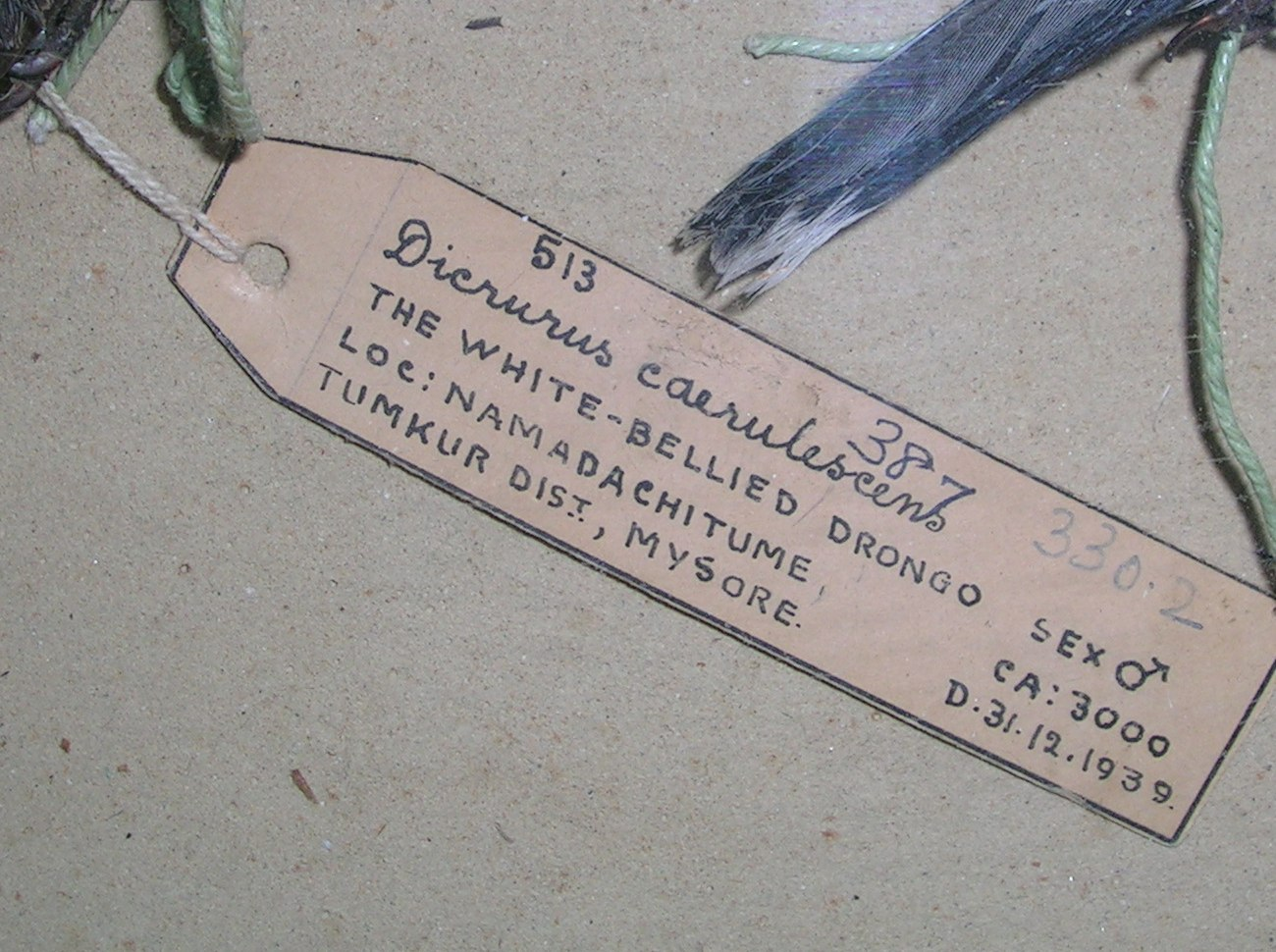
Registratielabel van de hand van Ali

Daarnaast was Salim Ali een invloedrijke persoon in de "Bombay Natural History Society (BNHS)".
Hij verzamelde ook fondsen voor studies aan vogeltrekgedrag en de bescherming van leefgebieden voor vogels tijdens de broedtijd en de trek naar overwinterinsgebieden.

## Onderscheidingen
Ondanks de late erkenning, door de afwezigheid van een universitair diploma, ontving hij verschillende prijzen en eredoctoraten.
- "Joy Gobinda Law Gold Medal" in 1953, van de "Asiatic Society of Bengal"
- "Sunder Lal Hora memorial Medal" in 1970, van de Indian National Science Academy"
- Eredoctoraat van de Aligarh Moslim universiteit in 1958
- Eredoctoraat van de Universiteit van Delhi in 1973
- Eredoctoraat van de Andhra-universiteit in 1978.
- De gouden medaille van British Ornithologists' Union in 1967 (eerste niet-Brit)
- "J Paul Getty Wildlife Conservation prijs" in 1967
- "John C. Phillips memorial medal" van de International Union for Conservation of Nature and Natural Resources.
- Pavlovsky Centenary Memorial Medal" van de "USSR Academy of Medical Science" in 1973
- Kommandeur in de Orde van de Gouden Ark door Prins Bernhard
- De  Padma Bhushan in 1958
- De  Padma Vibhushan in 1976.
- Een nominatie voor de Rajya Sabha in 1985.[9]
- Het Salim Ali Centre for Ornithology and Natural History te Coimbatore werd naar hem genoemd
- De universiteit van Pondicherry heeft een "Salim Ali School of Ecology and Environmental Sciences".
- In Goa ligt het "Salim Ali vogelreservaat".
- Het Thattakad vogelreservaat nabij Vembanad wordt ook het Salim Ali vogelreservaat genoemd.
- De straat van het BNHS in Mumbai werd hernoemd tot "Dr Salim Ali Chowk".
- Een nieuw soort vleermuis (de Indische roezet) ontdekt in 1972 werd naar hem vernoemd: Latidens salimalii.
- De ondersoorten van de madrasdwergpatrijs (Perdicula argoondah salimalii)  en de Finns bayawever  (Ploceus megarhynchus salimalii) werden naar hem vernoemd.[10][11]
- Een ondersoort van de kleine goudrugspecht (Dinopium benghalense tehminae) werd naar zijn vrouw vernoemd.[12]
- Het bezoekcentrum in het NP Keoladeo draagt de naam van zijn "oprichter" : Salim Ali Museum.